# Athetis glauca
Athetis glauca är en fjärilsart som beskrevs av George Francis Hampson 1902. Athetis glauca ingår i släktet Athetis och familjen nattflyn. Inga underarter finns listade i Catalogue of Life.